# Theodore Albert Parker III
Theodore Albert Parker III, vaak ook Ted Parker, Theodore A. Parker (Lancaster, Pennsylvania in de Verenigde Staten, 1 april 1953  -  noordwestelijk van Guayaquil in Ecuador, 3 augustus 1993) was een Amerikaanse ornitholoog die gespecialiseerd was in de avifauna van het Neotropisch gebied. Hij overleed bij een vliegtuigongeluk tijdens een expeditie in de Cordillera del Cóndor.
Ted Parker was als wetenschapper altijd bereid om zijn kennis met anderen te delen. Hij publiceerde bijna 100 artikelen over vogels en vogelbescherming in Zuid-Amerika. Hij werkte vooral met vogelgeluiden en leverde meer dan 10.000 geluidsopnamen van vogels aan de Library of Natural Sounds van het Cornell Laboratory of Ornithology. Hij beschreef 10 nieuwe vogelsoorten en is de (mede-)soortauteur van de okerkapdwergmierpitta (Grallaricula ochraceifrons),  incawinterkoning (Pheugopedius eisenmanni) en de oranjeoogbreedbektiran (Tolmomyias traylori).
- Bibsys: 5069522
- Gemeinsame Normdatei: 1089262450
- International Standard Name Identifier: 0000 0000 2665 5102
- Library of Congress Control Number: n82157106
- Nationale Bibliotheek van Tsjechië: jcu2016923252
- Nederlandse Thesaurus van Auteursnamen: 167601849
- Virtual International Authority File: 33353766
- WorldCat: E39PBJghkjjWHkMHy8DfYBGrbd